# Massimo Carmassi
Massimo Carmassi (San Giuliano Terme, 5 giugno 1943) è un architetto, progettista e restauratore italiano.

## Biografia
Massimo Carmassi si è laureato presso la Facoltà di Architettura di Firenze nel 1970. Ha fondato l'Ufficio Progetti della città di Pisa nel 1974, che ha poi diretto sino al 1990. È stato dal 1981 al 1985 presidente dell'Ordine degli Architetti di Pisa e Provincia. Tra i vari riconoscimenti ha ricevuto, nel 1993, la Medaglia Heinrich Tessenow dalla Heinrich-Tessenow-Gesellschaft e.V. (Alfred Toepfer Stiftung F.V.S.) e nel 2015, la Medaglia d'oro all'architettura italiana. È stato inoltre nominato Accademico ordinario nella classe di Architettura dell'Accademia delle arti del disegno di Firenze e Accademico di San Luca. È membro dell'Internationale Bauakademie Berlin e Honorary Fellow dell'American Institute of Architects. Il suo lavoro si svolge sia nel settore del restauro che in quello della nuova architettura e della progettazione urbana. È stato per molti anni Professore ordinario di Progettazione Architettonica e Urbana presso l'Istituto Universitario di Architettura di Venezia (IUAV) e ha precedentemente insegnato “Progettazione Architettonica” presso le Facoltà di Architettura di Ferrara, Genova, Torino, Reggio Calabria, all'Accademia di Architettura di Mendrisio (Università della Svizzera Italiana), presso la Hochschule der Kunst di Berlino e la Syracuse University di New York.

## Filosofia progettuale
“Di fatto le architetture antiche si presentano ai nostri occhi come la somma degli infiniti interventi di generazioni di committenti, abitanti, architetti; si tratta di architetture figlie di molti autori, spesso sconosciuti. Tutto ciò ha generato in questi edifici un grande valore, una rara bellezza difficilmente catalogabile e dettata spesso dal caso o dalla contingenza: il nostro fine ultimo è quello di conservare e restituire tale ricchezza, non solo in termini di patrimonio documentario ma anche in termini di combinazione estetica.” Per contro le nuove architetture aspirano ad una certa continuità con la storia, non tanto in termini stilistici, quanto per la filosofia costruttiva e la sintassi compositiva, dominate da una aspirazione alla lunga durata e dalla disponibilità a consentire la trasformazione dell'uso delle opere nel tempo, senza che queste perdano la loro identità.

## Principali opere
Architettura e progettazione urbana
- Pisa 1982-2002: cimitero di San Piero a Grado
- Pisa 1982: scuola media Gamerra
- Pisa: casa per abitazioni a Cisanello
- Pontedera (Pi) 1993-1998: edificio Cooper 2000
- Cascina (Pi) 1998: Interferometro VIRGO, antenna interferometrica per onde gravitazionali
- Roma 1998-99: palazzo Congressi Italia-EUR. Concorso internazionale, tra i sette progetti selezionati
- Roma 2000: ampliamento della Galleria nazionale d'arte moderna di Roma, concorso internazionale, tra gli otto progetti selezionati
- Livorno 2001: ristrutturazione urbana del quartiere Shangai
- Pisa 1986-2002: ricostruzione del complesso di San Michele in Borgo, residenze economiche, negozi
- Fermo 2002: ristrutturazione del lato nord del centro storico, impianto di risalita e terminal autobus
- Trevi (PG) 2002: complesso scolastico in piazza Garibaldi
- Arezzo 2002: ampliamento del Cimitero urbano
- Torino 2003: progetto di ristrutturazione urbana del complesso commerciale, terziario e residenziale nell'area denominata “Lingottino”
- Roma 2004: ristrutturazione urbana del complesso del porto fluviale
- Parma 2007: complesso residenziale e di servizi per ottocento studenti nel campus universitario
- Arcore (Mi) 2007: scuola materna

Restauri
- Pisa 1979/98: recupero della cerchia delle mura medievali degli edifici e delle aree circostanti
- Pisa 1989: restauro del teatro Comunale Giuseppe Verdi
- Siena 1992: ospedale di Santa Maria della Scala, restauro per complesso multifunzionale destinato a sede espositiva. Concorso, 2º classificato
- Lipsia, Germania 1995: ricostruzione della Markt Galerie nel centro storico per residenza ed uffici – concorso, 1º premio
- Senigallia 1998: restauro del Foro Annonario come biblioteca comunale e archivio storico
- Gavorrano 2001: restauro dell'insediamento minerario di Ravi-Marchi
- Guastalla (RE) 2001: restauro del palazzo Ducale dei Gonzaga come museo e biblioteca comunale
- Ferrara 2002: polo museale d'arte moderna e contemporanea di Ferrara, progetto
- Lucca 2002: restauro del Real Collegio nel convento di San Frediano come museo di arte sacra
- Verona 2009: restauro del silos di ponente e del panificio della caserma di Santa Marta per la Facoltà di economia e commercio dell'Università degli Studi
- Roma 2009: restauro della “Pelanda” dell'ex mattatoio al Testaccio